# 2803 Вілхо
2803 Вілхо (2803 Vilho) — астероїд головного поясу, відкритий 29 листопада 1940 року.
Тіссеранів параметр щодо Юпітера — 3,185.